# Bridgette Wilson
Bridgette Lynn Wilson-Sampras (Oregón, 25 de septiembre de 1973) es una actriz y modelo estadounidense.

## Biografía
Sus padres son Dale Wilson y Kathy Wilson, y su hermana mayor, Tracy Wilson, también es actriz.
En 1990 fue elegida Miss USA Adolescente, lo que le permitió comenzar una carrera como actriz. Al año siguiente se dirigió a Los Ángeles a tomar clases de actuación. Debutó en 1992 interpretando a Lisa Fenimore en la serie Santa Bárbara.
En 1993 intervino en El último gran héroe junto a Arnold Schwarzenegger. Su salto a la fama le vino interpretando a Sonya Blade en Mortal Kombat, protagonizado por Christopher Lambert, Robin Shou y Linden Ashby, aunque en un principio quien iba a realizar dicho personaje era Cameron Díaz.
Cuatro años más tarde, en 1997, interpretó a Elsa Shivers en I Know What You Did Last Summer, papel donde era la hermana mayor de "Helen Shivers" (Sarah Michelle Gellar).
Más tarde participó como Lisa Cramer en Shopgirl. Wilson está casada con el retirado jugador de tenis, Pete Sampras, desde el 30 de septiembre de 2000 y tiene dos hijos.
El 30 de octubre de 2023 su pareja Pete Sampras anunció que Bridgette padecía cáncer de ovario desde diciembre de 2022.

## Filmografía
- Saved by the Bell (1989) TV series - Ginger (1992) 5 episodios.
- Santa Barbara (1993) TV series - Lisa Fenimore (1992-1993)
- Last Action Hero (1993) - Whitney/Meredith
- Higher Learning (1995) - Nicole
- Billy Madison (1995) - Veronica Vaughn
- Mortal Kombat (1995) - Sonya Blade
- Nixon (1995) - Sandy
- Final Vendetta (1996) - Jennifer Clark
- Unhook the Stars (1996) - Jeannie Hawks
- Marina (1997)
- Nevada (1997) - Junio
- The Stepsister (1997) (TV) - Melinda Harrison
- The Real Blonde (1997) - Sahara
- I Know What You Did Last Summer (1997) - Elsa Shivers
- Sweet Evil (1997)
- Host (1998) (TV) - Julit Spring
- Starstruck (1998) - Sandra
- The Suburbans (1999) - Lara
- Love Stinks (1999) - Chelsea Turner
- House on Haunted Hill (1999) - Melissa Margaret Marr
- Beautiful (2000)  - Lorna Larkin, Miss Texas
- The $treet (2000) TV series  - Bridget Deshiel
- The Wedding Planner (2001) - Francine Donolly
- Just Visiting (2001) - Amber
- Buying the Cow (2002)  - Sarah
- Extreme Ops (2002) - Chloe
- CSI Miami (1 episode, 2003)
- Shopgirl (2005) - Lisa Cramer
- Carpoolers (2008) - Dorrit
- Phantom Punch (2009) - Farah